# Ангел (фільм, 2007)
«Ангел» (фр. Angel) — фільм 2007 року французького режисера Франсуа Озона.

## Сюжет
Англія, початок XX століття. Анджела Деверелл, бідна, але чарівна дівчина володіє літературним талантом, живе в мареннях про славу, успіх, кохання.
Публікація першого опусу дозволяє їй вибратися з провінційної убогості і поселитися в старовинному маєтку, де вона починає освоювати світський спосіб життя. Мріючи стати відомою романісткою і світською левицею, вона бере уроки гри на арфі та облаштовує свій побут химерними картинами і скульптурами. Але поки її шлях вгору по соціальних сходах супроводжують найбезглуздіші помилки і пригоди…

## Ролі
| Актор               | Роль             |
| ------------------- | ---------------- |
| Ромола Гарай        | Анджела Деверелл |
| Сем Нілл            | Тео              |
| Шарлотта Ремплінг   | Герміона         |
| Люсі Рассел         | Нора             |
| Майкл Фассбендер    | Есме             |
| Жаклін Тонг         | мати Деверелл    |
| Жанін Дувіцьки      | Тітка Лотті      |
| Том Джорджсон       | Марвелл          |
| Крістофер Бенджамін | Лорд Норлі       |
| Уна Стаббс          | міс Доусон       |

## Касові збори
Під час показу в Україні, що розпочався 26 липня 2007 року, протягом перших вихідних фільм зібрав $53,245 і посів 3 місце в кінопрокаті того тижня. Фільм опустився на сьому сходинку українського кінопрокату наступного тижня і зібрав за ті вихідні ще $19,925. Загалом фільм в кінопрокаті України пробув 2 тижні і зібрав $87,409, посівши 115 місце серед найбільш касових фільмів 2007 року.